# Tatiana de Rosnay
Pour les articles homonymes, voir Fromet, de Rosnay et Tatiana.
Tatiana Fromet de Rosnay, dite Tatiana de Rosnay, née le 28 septembre 1961 à Neuilly-sur-Seine, est une écrivaine franco-britannique.

## Biographie
Née d'une mère britannique, Stella Jebb, fille de Lord Gladwyn Jebb, ancien secrétaire général de l'ONU par intérim et ambassadeur britannique à Paris de 1954 à 1960, et de père français, Joël de Rosnay, Tatiana de Rosnay est mariée à Nicolas Jolly et a deux enfants ; elle a vécu à Paris, où elle étudie à l'École active bilingue Jeannine-Manuel, Boston et enfin en Angleterre. De retour à Paris en 1984, elle est attachée de presse dans une maison de vente aux enchères puis dans une maison de publicité, journaliste pigiste pour Vanity Fair et Elle, et critique littéraire pour Psychologies magazine.
Inspirée par Oliver Twist, elle écrit son premier roman Une petite fille nommée Carrie à l'âge de dix ans. Ses autres écrits de jeunesse (Juvenilia de type journaux intimes, lettres, nouvelles, petits romans) rédigés entre 10 et 30 ans sont enfermés dans une cave avec la mention « Ne pas publier si je meurs ». Depuis 1992, Tatiana de Rosnay publie des romans en français et en anglais. Elle a aussi collaboré à la série Affaires familiales pour laquelle elle a écrit deux épisodes avec le scénariste Pierre-Yves Lebert. Cette série fut diffusée sur TF1 pendant l'été 2000.
Son premier succès vient avec son roman paru en 2007, Elle s'appelait Sarah, qui met en parallèle deux histoires : l'une se déroulant lors de la rafle du Vélodrome d'Hiver en 1942 et l'autre en 2002. Cette dernière relate l'enquête d'une journaliste américaine sur cet événement clé de la Shoah en France, à l'occasion de son soixantième anniversaire. Les droits de ce roman ont été vendus pour vingt pays. À la fin 2009, indique son éditeur, le livre a dépassé les onze millions d'exemplaires vendus dans le monde. L'adaptation du livre au cinéma, sous le même titre, Elle s'appelait Sarah, avec Kristin Scott Thomas, écrite par Serge Joncour, est réalisée par Gilles Paquet-Brenner, et sort le 13 octobre 2010.
En 2009, Tatiana de Rosnay publie son neuvième roman, le deuxième écrit en anglais, Boomerang. Il commence par le parallèle entre l'accident de voiture d'un frère et d'une sœur, au milieu des années 2000, et un secret de famille dans les années 1970, avant le décès de leur mère.
En septembre 2009, alors qu'elle a besoin de papiers pour se rendre aux États-Unis assister au tournage de Elle s'appelait Sarah, la mairie du 14e arrondissement de Paris lui indique qu'en raison de nouvelles lois elle devait maintenant faire la preuve qu'elle est bien française.
En janvier 2010, le classement de plusieurs magazines consacrés à l'édition, dont Livres-Hebdo en France et The Bookseller en Grande-Bretagne, place Tatiana de Rosnay à la huitième place des écrivains de fiction les plus vendus en Europe en 2009.
En janvier 2011, un classement des dix auteurs français les plus lus est publié dans Le Figaro. Ce classement place Tatiana de Rosnay à la 5e place.
Sa romancière préférée est Daphné du Maurier, dont elle publie la biographie en 2015. Elle fait partie du comité d’auteurs de France Loisirs et est vice-présidente et membre du jury du Prix de la Closerie des Lilas.
Invitée en juin 2018 pour présenter son nouveau roman Sentinelle de la pluie dans l'émission 21 cm d'Augustin Trapenard sur Canal+, Tatiana de Rosnay évoque ses inquiétudes quant à la précarité galopante des auteurs et des autrices de France en raison de la hausse des cotisations sociales. Elle invite le président de la République à se pencher sur la question du statut des écrivains français.
Son roman Célestine Du Bac Ed Robert Laffont (2021) la présélectionne au Prix Littéraires des Jeunes Européens édition 2023.

## Œuvres

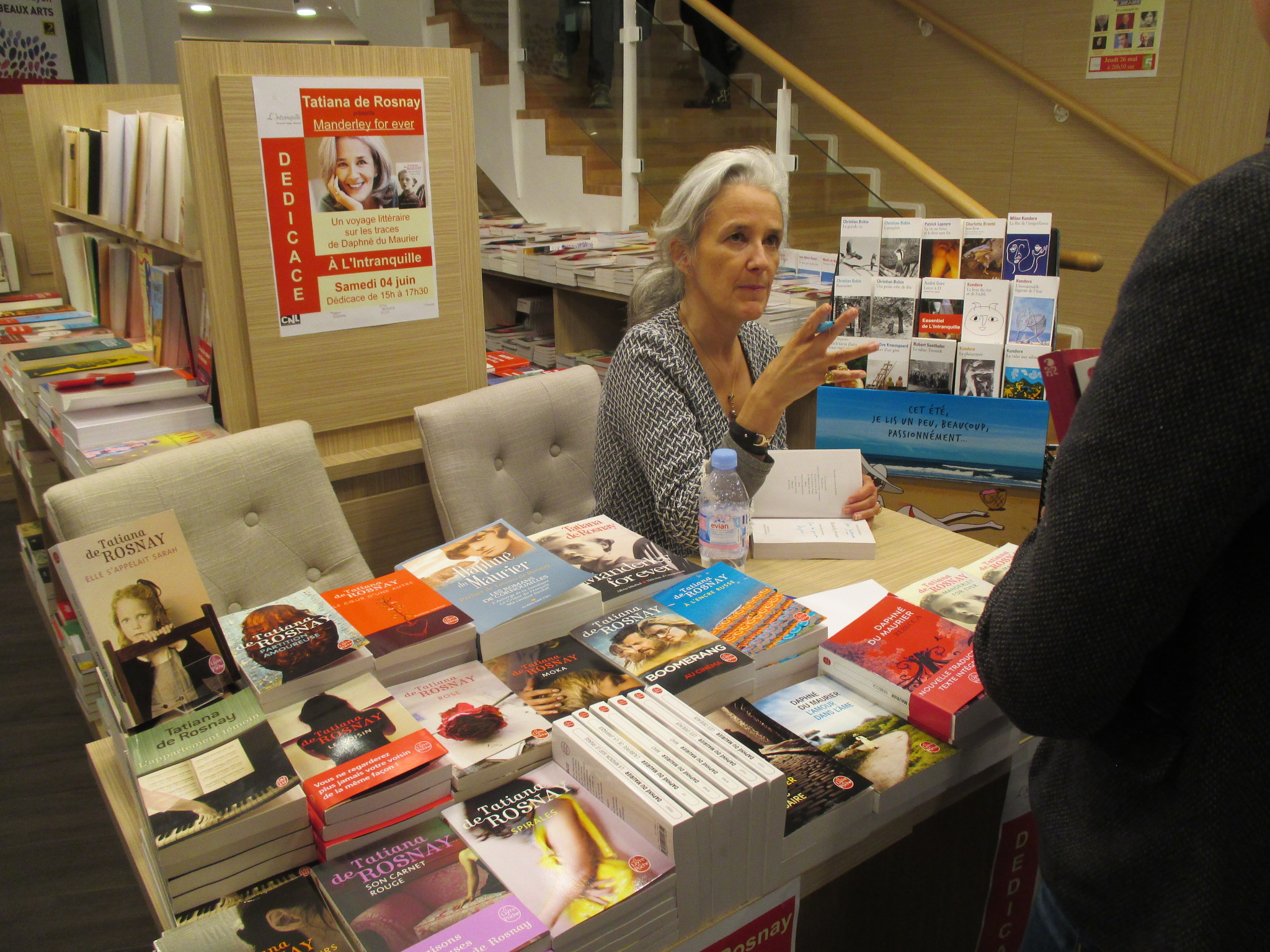
Tatiana de Rosnay, séance de dédicace dans une librairie de Besançon en 2016.

### Romans
- L'Appartement témoin
  - Paris : Fayard, 1992, 312 p.  (ISBN 2-213-02850-8)
  - Paris : J'ai lu no 8934, 08/2010, 250 p.  (ISBN 978-2-290-01687-9)
  - Paris : Le Livre de poche no 34438, 08/2017, 312 p.  (ISBN 978-2-253-09891-1)
- Le Dîner des ex ; réédité en poche sous le titre de Partition amoureuse
  - Plon, 1996.  (ISBN 2-259-18471-5)
  - Paris : Le Livre de poche no 34017, 02/2016, 210 p.  (ISBN 978-2-253-06610-1)
- Le Cœur d'une autre
  - Plon, 1998.  (ISBN 2-259-18532-0)
  - Paris : LGF, coll. « Le Livre de poche » no 31828, sept. 2011, 280 p.  (ISBN 978-2-253-12772-7)
  - Paris : LGF, coll. « Le Livre de poche », 2012.  (ISBN 978-2-253-16946-8). Suivi de Ozalide
- Le Voisin
  - Paris : Plon, 2000, 248 p.  (ISBN 2-259-18951-2)
  - Paris : Pocket, 2001, 248 p. (Pocket ; no 11167).  (ISBN 2-266-10762-3)
  - Paris : LGF, coll. « Le Livre de poche » no 32094, mars 2011, 285 p.  (ISBN 978-2-253-12773-4)
- La Mémoire des murs
  - Paris : Plon, 2003, 138 p.  (ISBN 2-259-19739-6)
  - Paris : Pocket, 2005, 138 p. (Pocket. Best, no 12123).  (ISBN 2-266-13934-7)
  - Paris : Le Livre de Poche no 31905, 09/2010, 152 p.  (ISBN 978-2-253-12771-0)
- Spirales
  - Paris : Plon, 2004, 200 p.  (ISBN 2-259-19916-X)
  - Paris : Pocket, 2006, 175 p. (Pocket. Best ; no 12444).  (ISBN 2-266-14929-6)
  - Paris : Le Livre de poche no 32873, 2013, 190 p.  (ISBN 978-2-253-12806-9)
  - Paris : Le Livre de poche, 2013, 190 p.  (ISBN 978-2-253-17798-2)
- Moka
  - Paris : Plon, 2006, 249 p.  (ISBN 2-259-20213-6)
  - Le Mans : Libra diffusio, 2007, 285 p.  (ISBN 978-2-84492-278-6)
  - Paris : Le Livre de Poche no 31319, 10/2010, 281 p.  (ISBN 978-2-253-12569-3)
- Elle s'appelait Sarah (titre original : Sarah's Key) / traduit de l’anglais par Agnès Michaux
  - Paris : Héloïse d'Ormesson, 2007, 368 p.  (ISBN 978-2-35087-045-8)
  - Paris : Héloïse d'Ormesson, 2012, 368 p.  (ISBN 978-2-35087-196-7)
  - Paris : Le Livre de poche no 31002, 2008.
- Boomerang (titre original : A Secret Kept) / traduit de l’anglais par Agnès Michaux
  - Paris : Héloïse d'Ormesson, 2009 - rééd. 2015
  - Paris : Le Livre de poche, no 31756, 2011, 375 p.  (ISBN 978-2-253-12770-3)
- Rose (titre original : The House I Loved) / trad. de l’anglais par Raymond Clarinard
  - Paris : Héloïse d'Ormesson, 2010, 247 p.  (ISBN 978-2-35087-160-8)
  - Le Mans : Libra diffusio, 2012, 248 p.  (ISBN 978-2-84492-507-7)
  - Paris : Le Livre de poche no 32482, 2012, 248 p.  (ISBN 978-2-253-16206-3)

- Prix Hauserman/Métropoles 2011.
- À l'encre russe (titre original : The Other Story ; titre du manuscrit : Russian Ink) / traduit de l’anglais par Raymond Clarinard.
  - Paris : Héloïse d'Ormesson, 03/2013, 352 p.  (ISBN 978-2-35087-215-5)
  - Le Mans : Libra diffusio, 01/2014, 499 p.  (ISBN 978-2-84492-633-3)
  - Paris : Le Livre de poche no 33301, 04/2014, 371 p.  (ISBN 978-2-253-17754-8)
  - Paris : Le Livre de poche no 33301, 10/2014, 371 p.  (ISBN 978-2-253-18256-6)
- Sentinelle de la pluie (titre original : The Rain Watcher) / traduit de l’anglais par Anouk Neuhoff
  - Paris : Héloïse d'Ormesson, 03/2018, 352 p.  (ISBN 978-2-35087-442-5)
  - Paris : Éd. de Noyelles, 03/2018, 367 p.  (ISBN 978-2-298-14089-7)
  - Le Mans : Libra diffusio, 01/2019, 360 p.  (ISBN 9782844929747)
  - Paris : Le Livre de poche no 35290, 03/2019, 373 p.  (ISBN 978-2-253-10023-2)
- Les fleurs de l'ombre
  - Paris : Robert Laffont/Héloïse d'Ormesson, 12/03/2020, 336 p.  (ISBN 9782221240779)
- Célestine du Bac
  - Paris : Robert Laffont/Héloïse d'Ormesson, 05/2021, 336 p.  (ISBN 9782221252062)
- Nous irons mieux demain, éditions Robert Laffont, 2022, 360 p.  (ISBN 9782221264225)
- Poussière blonde
  - Paris : Albin Michel, 2024, 320 p.  (ISBN 978-2-22648-959-3)

### Biographies
- Manderley for ever (biographie de Daphné du Maurier)
  - Coéd. Albin Michel - Héloïse d'Ormesson, 2015, 457 p.  (ISBN 978-2-226-31476-5)
  - Le Mans : Libra diffusio, coll. "Corps 16", 01/2016, 537 p.  (ISBN 978-2-84492-770-5)
  - Paris : Le Livre de poche no 34131, 05/2016, 544 p.  (ISBN 978-2-253-06792-4)
- Tamara par Tatiana, avec des photogr. de Charlotte Jolly de Rosnay (biographie de Tamara de Lempicka)
  - Neuilly-sur-Seine : Michel Lafon, 10/2018, 223 p.  (ISBN 978-2-7499-3336-8)

### Recueils de nouvelles
- Mariés, pères de famille (recueil de onze nouvelles)
  - Plon, 02/1995, 196 p.  (ISBN 2-259-18162-7)
- Amsterdamnation et autres nouvelles (recueil de six nouvelles)
  - Paris : Le Livre de poche, 01/2013, 126 p.  (EAN 301-0-000-02669-3) (livre inédit hors commerce, offert à l'occasion des 60 ans du Livre de poche)
- Café Lowendal et autres nouvelles (recueil de dix nouvelles)
  - Paris : Le Livre de poche no 33504, 09/2014, 274 p.  (ISBN 978-2-253-17562-9)
- Son carnet rouge (recueil de onze nouvelles. Neuf nouvelles ont été remaniées après une première publication dans Mariés, pères de famille).
  - Paris : Héloïse d'Ormesson, 04/2014, 190 p.  (ISBN 978-2-350-87254-4)
  - Paris : Éd. de Noyelles, 04/2014, 190 p.  (ISBN 978-2-298-08510-5)
  - Paris : le Grand Livre du mois, 04/2014, 190 p.  (ISBN 978-2-286-11207-3)
  - Le Mans : Libra diffusio, coll. "Roman", 2015, 173 p.  (ISBN 978-2-84492-713-2)
  - Paris : Le Livre de poche no 33614, 01/2015, 187 p.  (ISBN 978-2-253-06849-5)
- L'Envers du décor et autres nouvelles (recueil de douze nouvelles)
  - Paris : Pocket no 17797, 03/2020, 288 p.  (ISBN 978-2-266-30668-3)
- Leurs petites vies et autres nouvelles (recueil de seize nouvelles)
  - Paris : Le Livre de poche no 37158, 2024, 177 p.

### Nouvelles
- Sixième droite, dans Dernières Nouvelles du 87 : nouvelles. 1. Paris : Héloïse d’Ormesson, 05/2008, p. 99-115.  (ISBN 978-2-35087-085-4)
- Amsterdamnation, VSD no 1617, 20-26 août 2008, ill. Jean-Pierre Cagnat.
- Le Voyage abracadantesque de… Tatiana de Rosnay, L'Express, 14 juillet 2010.
- Ozalide, dans Ozalide suivi de Moka / trad. Odile Hirsch. France loisirs, 02/2011, p. 7-28.  (ISBN 978-2-298-04160-6)
- 52 cadavres exquis. Paris : Play Bac, 10/2011, 376 p.  (ISBN 978-2-8096-4621-4)
- Dancing Queen, Madame Figaro, 2011.
- La Tentation de Bel-Ombre, Le Figaro, 2012.
- Constat d'adultère, opuscule, supplément à Marie Claire, août 2012, 48 p. coll. « Les nouvelles érotiques de l’été » no 3 (le plaisir).
- La Femme de la Chambre d'Amour, Femme actuelle, été 2013, feuilleton en sept épisodes.
- L’Étagère du haut, dans Les Récits de l’incurable curiosité. Paris : Institut Pasteur, 07/2013, p. 64-70.
- Une fillette découvrant sa ressemblance avec les personnages de Modigliani, dans Les Mariés de la Tour Eiffel : et autres nouvelles inspirées de chefs-d’œuvre de l’art moderne. Paris : Centre Pompidou, 10/2013.  (ISBN 978-2-84426-634-7)
- Café Lowendal. Paris : Héloïse d’Ormesson, 08/2013, 91 p.  (ISBN 978-2-35710-362-7). Opuscule, supplément à Elle, 16-22 août 2013.
- Le Parfait, dans 13 à table ! 2015 Paris : Pocket no 16073, 11/2014, p. 191-209.  (ISBN 978-2-266-25405-2)
- La Lettre de Miss Sebold, dans Enfant, je me souviens… : nouvelles. Paris : LGF, coll. « Le Livre de poche » no 34216, 05/2016, p. 149-159.  (ISBN 978-2-253-06950-8)
- Lady Landifer. Paris : Héloïse d’Ormesson, 07/2016, 92 p.  (ISBN 978-2-35710-501-0). Opuscule, supplément à Elle no 3684, 29 juillet 2016.
- « Cette lettre m’a rendu folle », Elle no 3736, 28 juillet 2017, p. 116-117, illustration de Stéphane Manel.
- Mon zouave (VIIe arrondissement), dans Merci Paris ! : 20 écrivains amoureux de leur quartier / anthologie présentée par Gérard Mordillat. Paris : Tallandier, 10/2017, p. 117-126.  (ISBN 979-10-210-2747-3)
- Cadavre exquis (partie 63/70), dans Figures d’écrivains : de Jean d’Ormesson à Leïla Slimani / sous la direction d’Étienne de Montety ; photogr. de Stéphane Lavoué. Paris : coéd. Le Figaro littéraire-Albin Michel, 2018, p. 138-139.  (ISBN 978-2-22643635-1)
- Trouble-fête, dans 13 à table ! 2019. Paris : Pocket no 17272, 11/2018, p. 231-253.  (ISBN 978-2-266-28641-1)
- Génie et Magnificent, dans 13 à table ! 2022, Paris : Pocket no 18272, novembre 2021, p. 247-268

### Théâtre
- Rebecca m’a tuée, dans Crimes et Châtiments : Pièces courtes. Paris : L'Avant-scène théâtre, coll. "Collection des quatre-vents", décembre 2015.  (ISBN 978-2-7498-1337-0). Publié à l’occasion de l’édition 2016 du festival « Le Paris des femmes ».

### Bande dessinée
- Elle s'appelait Sarah, scénario de Pascal Bresson, dessin de Horne, d'après le roman de Tatiana de Rosnay, Paris, Marabout, coll. « Marabulles », 2018, 208 p.  (ISBN 978-2-501-13265-7).

### Préfaces
- Les Enfants aussi ! / Arlette Testyler, Charles Testyler. Grandvilliers : Delattre, 2010, 256 p.  (ISBN 978-2-915907-86-5)
- Je vous écris du Vél' d'Hiv : les lettres retrouvées / présenté par Karen Taïeb. Paris : J'ai lu, coll. "Récit" no 10016, 2012, 217 p.  (ISBN 978-2-290-04042-3)
- Chocolat / Joanne Harris. Paris : Charleston, 2013, 398 p.  (ISBN 978-2-36812-005-7)
- Arnaud de Rosnay : gentleman de l'extrême : aventurier, photographe, surfeur, playboy, visionnaire / Olivier Bonnefon. Biarritz : Atlantica, 2014, 455 p.  (ISBN 978-2-7588-0491-8)
- La Promesse d'Odessa / Natacha de Rosnay. Paris : Le Livre de poche, no 33370, 2014, 282 p.  (ISBN 978-2-253-19497-2)
- Les Romans de Cornouailles / Daphné du Maurier. Paris : Albin Michel, sept. 2015, 906 p.  (ISBN 978-2-226-31482-6)

## Filmographie

### Scénariste
- 2000 : Affaires familiales (série), avec Pierre-Yves Lebert
- 2021 : Eiffel, de Martin Bourboulon, avec Emma Mackey et Romain Duris.

### Adaptation
- 2010 : Elle s'appelait Sarah, de Gilles Paquet-Brenner, avec Kristin Scott Thomas ;
- 2015 : Boomerang, de François Favrat, avec Laurent Lafitte ;
- 2016 : Moka, de Frédéric Mermoud, avec Emmanuelle Devos.
- 2018 : Tout contre elle, téléfilm de Gabriel Le Bomin d'après le roman Spirale, avec Astrid Whettnall, Sophie Quinton, Patrick Timsit.
- 2025 : Dalloway de Yann Gozlan

### Actrice
- 2010 : Elle s'appelait Sarah, de Gilles Paquet-Brenner. Dans la scène du restaurant, où Julia annonce à son mari qu'elle est enceinte, on voit Tatiana de Rosnay à la table qui se trouve derrière l'actrice Kristin Scott Thomas.
- 2016 : Moka, par Frédéric Mermoud. Elle fait une manucure dans le salon de beauté de Nathalie Baye.

## Distinctions
- Prix des lecteurs de Corse, pour Elle s'appelait Sarah
- Prix Gabrielle-d'Estrées 2007, pour Elle s'appelait Sarah
- Prix Chronos - Catégorie Lycéens 2008, pour Elle s'appelait Sarah
- Prix du Livre de poche - Catégorie Le Choix des libraires 2008, pour Elle s'appelait Sarah
- Prix Hauserman/Métropoles du Livre de la ville 2011 pour Rose
- Prix de la biographie de la Ville d'Hossegor 2015, pour Manderley for ever
- Prix femme de lettres (Forêt des livres) 2015, pour Manderley for ever
- Prix Cocktail & Culture 2024 pour Poussière blonde[16]
- Officier de l'ordre des Arts et des Lettres en 2020[17]